# Underworld 3 : Le Soulèvement des Lycans
Pour les articles homonymes, voir Underworld.
Série Underworld
Underworld  : Évolution
(2006) Underworld 4: Nouvelle Ère
(2012)
Pour plus de détails, voir Fiche technique et Distribution.
Underworld 3 (Underworld: Rise of the Lycans) est un film fantastique américano-néo-zélandais réalisé par Patrick Tatopoulos sorti en 2008.
Il s'agit d'une préquelle d'Underworld, le premier film de la saga du même nom.
Le film débute au Moyen Âge, où les origines du conflit entre les lycans et les vampires, causé notamment par la réduction en esclavage des lycans par le clan rival et à un amour interdit entre un membre de chaque espèce.

## Synopsis
Au Moyen Âge, les lycans sont les esclaves des vampires. Lucian, le premier des lycans capable de reprendre forme humaine, et Sonia, la fille de Viktor le chef des vampires, sont secrètement amoureux l'un de l'autre.
Une nuit, Sonja mène des gardes et tue les lycans qui sont derrière les murs de la cité des vampires. Sonja part avec des guerriers dans la forêt pour protéger un baron humain mais elle se retrouve à livrer une bataille contre les lycans. Lucian prédit que ceux-ci seront plus nombreux et la rejoint, ayant créé une clé pour se libérer du collier aux pointes d'argent que les vampires mettent aux cous des hommes pour les empêcher de se transformer en loup-garou. Il enlève son collier, et se transforme pour sauver Sonia. Viktor, averti de ce qui se passe, se mêle au combat, et punit Lucian en le fouettant en public. Sonja, qui a assisté à la scène, est bouleversée.
Lucian et les lycans retenus prisonniers imaginent un plan pour se libérer. Lucian détruit le Gardien qui le menaçait, Sonia menace le lieutenant de Viktor, au courant de sa liaison, puis pactise avec lui en échange de sa place au Conseil des Vampires. Celui-ci donne une clé à Lucian pour le libérer. Sonia aide les lycans à s'enfuir, tandis que le lieutenant de Viktor ment à celui-ci. Viktor le croit, mais découvre que Sonia a aidé les Lycans à s'évader. Quand Lucian revient dans la forteresse pour emmener Sonia avec lui, le père et la fille s'affrontent violemment, et Viktor est prêt à tuer sa propre fille lorsqu'elle lui apprend qu'elle est enceinte. Lucian est attaché, et Sonia est condamnée à mourir. Lucian survit au fouet encore une fois, et voit mourir sous ses yeux Sonia, exposée à la lumière du jour qui la réduit en cendres. Lucian se transforme en loup-garou et essaye de tuer Viktor, il appelle les autres lycans et ses alliés libèrent les autres esclaves, qui se révoltent contre les vampires. Lucian affronte Viktor et le tue, les vampires sont vaincus. Les Lycans le félicitent, mais Lucian annonce que cela ne fait que commencer.
Sur un bateau, Viktor, toujours vivant, quitte le pays avec les cercueils de Marcus et Amelia, les deux autres membres du conseil dirigeant des vampires.
On revoit Selene observer le monde des humains bien des siècles plus tard. La voix de Kraven explique à celle-ci la vérité sur ses origines. C'est le début d'une guerre sans merci...

## Fiche technique
Sauf indication contraire, les informations mentionnées dans cette section peuvent être confirmées par la base de données cinématographiques IMDb,  présente dans la section « Liens externes ».
- Titre original : Underworld: Rise of the Lycans
- Titre français : Underworld 3 : Le Soulèvement des Lycans
- Titre québécois : Monde infernal : La révolte des Lycans
- Réalisation : Patrick Tatopoulos
- Scénario : Danny McBride, Dirk Blackman et Howard McCain,
  - d'après une histoire de Danny McBride, Len Wiseman et Robert Orr
  - d'après les personnages de Danny McBride, Len Wiseman et Kevin Grevioux
- Musique : Paul Haslinger
- Direction artistique : Brendan Heffernan et Gary Mackay
- Décors : Dan Hennah
- Costumes : Jane Holland
- Photographie : Ross Emery
- Son : Michael Babcock, Tim LeBlanc
- Montage : Peter Amundson et Eric Potter
- Production : Tom Rosenberg, Len Wiseman, Gary Lucchesi et Richard S. Wright

Production déléguée : Beth DePatie, James McQuaide, Eric Reid, Skip Williamson et Henry Winterstern
Coproduction : Kevin Grevioux et David Kern
- Sociétés de production[1] : Lakeshore Entertainment, avec la participation de Screen Gems et en association avec Sketch Films
- Sociétés de distribution :
  - États-Unis : Screen Gems, Sony Pictures Releasing
  - France : SND Films
  - Belgique, Canada : Sony Pictures Releasing
- Budget : 35 millions de $[2]
- Pays d'origine :  États-Unis,  Nouvelle-Zélande
- Langue originale : anglais
- Format[3] : couleur - 35 mm / D-Cinema - 2,35:1 (Cinémascope) - son DTS | Dolby Digital | SDDS
- Genre : fantastique, action, thriller
- Durée : 92 minutes
- Dates de sortie[4] :
  - États-Unis, Canada : 23 janvier 2009
  - France : 25 février 2009
  - Nouvelle-Zélande : 12 mars 2009
  - Belgique : 18 mars 2009
- Classification[5] :
  -  États-Unis : Interdit aux moins de 17 ans (certificat #44577) (R – Restricted) [Note 2].
  -  Nouvelle-Zélande: Interdit aux moins de 16 ans (Restrited 16).
  -  France : Tous publics avec avertissement (visa d'exploitation no 122382 délivré le 14 décembre 2000)[6],[Note 3].

## Distribution
- Michael Sheen (VF : Boris Rehlinger ; VQ : Jacques Lavallée) : Lucian
- Bill Nighy (VF : Georges Claisse ; VQ : René Gagnon) : Viktor
- Rhona Mitra (VF : Barbara Kelsch ; VQ : Marika Lhoumeau) : Sonja
- Steven Mackintosh (VF : Bernard Gabay ; VQ : Patrice Dubois) : Andreas Tannis
- Kevin Grevioux (VF : Saïd Amadis ; VQ : Guy Nadon) : Raze
- David Aston (en) (VF : François Dunoyer ; VQ : Jean-Luc Montminy) : Coloman
- Elizabeth Hawthorne (VF : Mireille Delcroix ; VQ : Danièle Panneton) : Orsova
- Jared Turner (en) (VF : Yann Guillemot) : Xristo
- Craig Parker (VF : Tony Joudrier) : Sabas
- Tania Nolan (VF : Marine Tuja) : Luka
- Larry Rew (VF : Jean-Paul Zehnacker) : Kosta
- Timothy Raby (VF : Lionel Tua) : Janosh
- Peter Tait : Gyorg
- Alex Carroll : Lucian, jeune
- Olivia Taylforth : Sonja, jeune
- Kate Beckinsale (VF : Laura Blanc ; VQ : Camille Cyr-Desmarais) : Sélène (narration et apparition tirée du premier volet)
- Shane Brolly (VF : Bruno Choel ; VQ : Sylvain Hétu) : Kraven (voix off à la fin du film)

Source VF : VoxoFilm

## Production

### Genèse et développement
En septembre 2003, peu de temps après la sortie du premier volet, les sociétés de production Screen Gems et Lakeshore Entertainment avaient prévu un second et un troisième volet qui sera une préquelle. Kate Beckinsale, interprète de Selene, avait exprimé son intérêt de reprendre son rôle pour la suite et la préquelle.
En décembre 2005, Len Wiseman, réalisateur des deux volets et producteur de la saga a expliqué que la franchise est conçue comme une trilogie et a prévu que la création du troisième opus serait basée sur l'accueil du public de Underworld 2 : Évolution, qui sortira le mois suivant. En juin 2006, Wiseman dit que Le Soulèvement des Lycans sera une préquelle, qui sera l'histoire de l'origine du conflit. En octobre, Michael Sheen, l'interprète de Lucian, a exprimé son intérêt pour jouer dans le troisième épisode.
Le Hollywood Reporter a annoncé que le film serait écrit par Danny McBride et marquera le premier film en tant que réalisateur de Patrick Tatopoulos, qui a conçu les effets spéciaux des trois films, Len Wiseman contribuera au projet comme producteur.

### Attribution des rôles
L'héroïne du film, Sonya, est incarnée par Rhona Mitra (La Vie de David Gale), remarquée par sa prestation dans le film Doomsday. Son rôle dans le troisième volet de la saga lui a valu une nomination aux Scream Awards .
Kate Beckinsale et Scott Speedman, quant à eux, ne reprennent pas leurs rôles. Les images dans lesquelles apparait Kate Beckinsale, ainsi que sa voix, sont extraits du premier volet, sorti en 2003.

### Tournage
Le tournage du film a eu lieu du 10 janvier au 19 mars 2008 et s'est déroulé à Auckland, en Nouvelle-Zélande et à Roxboro, en Caroline du Nord.

## Accueil

### Critique
Underworld 3 : Le Soulèvement des Lycans a dans l'ensemble reçu des critiques mitigées ou défavorables, obtenant un pourcentage de 30 % et une note moyenne de 4.4⁄10 sur le site Rotten Tomatoes, basé sur 76 commentaires et une moyenne de 44⁄100, basé sur 14 critiques, sur le site Metacritic.

### Box-office
Le Soulèvement des Lycans a réalisé un score décevant que soit sur le territoire américain ou français : le film démarre à la seconde place au box-office américain, mais avec une recette assez similaire à Underworld : Evolution, mais chute durant les semaines suivantes, pour finir avec 45,8 millions de dollars en 42 jours, pour un budget de 35 millions.
En France, le troisième volet réalise le plus mauvais démarrage de la saga, en débutant 218 290 entrées lors de la première semaine et une neuvième place au box-office, pour finir sa carrière à la cinquième semaine avec 358 972 entrées.
| Pays ou région | Box-office      | Date d'arrêt du box-office | Nombre de semaines |
| -------------- | --------------- | -------------------------- | ------------------ |
| Mondial        | 91 327 197 $    | 14 février 2010            | ?                  |
| États-Unis     | 45 802 315 $    | 2 mars 2009                | 6                  |
| France         | 358 972 entrées | 29 mars 2009               | 5                  |

## Distinctions
En 2009, Underworld 3 : Le Soulèvement des Lycans a été sélectionné 2 fois dans diverses catégories et n'a remporté aucune récompense.

### Nominations
- Prix Scream 2009 :
  - Meilleur acteur dans un film fantastique pour Michael Sheen,
  - Meilleure actrice dans un film fantastique pour Rhona Mitra.